# Bordtennis under sommer-OL 2020 - herresingle
Herrernes singleturnering i bordtennis under sommer-OL 2020 fandt sted 24. juli – 6. august 2021 og blev afviklet i Tokyo Metropolitan Gymnasium.

## Format
Turneringen er en elimineringsturnering med 64 spillere. Men reglerne foreskriver, at der kan være kvalificeret op til 70 spillere, hvorfor det var nødvendigt, at der skulle spilles nogle få indledende kampe for at få antallet af spillere ned. Herefter er der 7 elimineringsrunder før den olympiske mester er fundet. Den eneste undtagelse for elimineringsprincippet er, at taberne af semifinalerne mødtes i kampen om bronzemedaljen.
Turneringen omfatter også seedning af de 32 bedste spillere, der er delt op i to grupper af 16 spillere. Spillerne seedet mellem 17 – 32 er oversiddere i første runde mens de 16 øverste seedede er oversiddere i de to første runder.
Hver kamp bliver spillet bedst af syv sæt med første spiller, der opnår 11 points som vinder af sættet.

## Tidsplan
Nedenstående tabel viser tidsplanen for afvikling af konkurrencen:
| Dato     | Tid   | Runde           |
| -------- | ----- | --------------- |
| 24. juli | 09:00 | Indedende runde |
| 24. juli | 14:15 | Runde 1         |
| 25. juli | 14:00 | Runde 2         |
| 26. juli | 10:00 | Runde 2         |
| 26. juli | 14:30 | Runde 3         |
| 27. juli | 10:00 | Runde 3         |
| 27. juli | 19:30 | Runde 4         |
| 28. juli | 10:00 | Kvartfinaler    |
| 29. juli | 15:00 | Semifinaler     |
| 30. juli | 20:00 | Finaler         |